# Anochetus jonesi
Anochetus jonesi är en myrart som beskrevs av Arnold 1926. Anochetus jonesi ingår i släktet Anochetus och familjen myror. Inga underarter finns listade i Catalogue of Life.